# Détail (album)
Pour les articles homonymes, voir Détail (homonymie).
Albums de Koba LaD
L'Affranchi
(2019) Cartel Vol. 1 & 2
(2021)
Détail est le troisième album studio du rappeur français Koba LaD, sorti le 23 octobre 2020.

## Genèse et accueil commercial
Le 24 septembre 2020, il sort le clip 7 sur 7 en collaboration avec le rappeur Freeze Corleone en tant que premier extrait de l'album.
À la veille de la sortie de l'album, le 22 octobre 2020, l'artiste sort le clip Coffre plein en collaboration avec les rappeurs Maes et Zed.
Le 10 décembre 2020, sort  le clip Pas de reine en featuting avec Vald. 
Le 12 avril 2021, sort le clip Bedodo extrait de l'album "Détail de Koba LaD. 

Sur cet album, il collabore avec Freeze Corleone, Maes, Zed, Ninho, PLK et Vald. L'album est certifié platine par le SNEP.

## Liste des pistes
| Détail | Détail                          | Détail                    | Détail                         | Détail | Détail | Détail | Détail | Détail | Détail |
| No     | Titre                           | Auteur                    | Compositeurs(s)                | Durée  |        |        |        |        |        |
| ------ | ------------------------------- | ------------------------- | ------------------------------ | ------ | ------ | ------ | ------ | ------ | ------ |
| 1.     | En gros                         | Koba LaD                  | Frenchis Beatz, LeTempsDuPiano | 3:09   |        |        |        |        |        |
| 2.     | Dans l'avion                    | Koba LaD                  | Cosmo, Guapo du Soleil         | 2:33   |        |        |        |        |        |
| 3.     | Pas de reine (feat. Vald)       | Koba LaD, Vald            | Seezy                          | 3:21   |        |        |        |        |        |
| 4.     | Chambre d'hôtel                 | Koba LaD                  | Phazz                          | 2:59   |        |        |        |        |        |
| 5.     | 5h55                            | Koba LaD                  | Grand Prêtre, MOC              | 3:11   |        |        |        |        |        |
| 6.     | Feux éteints                    | Koba LaD                  | Elias, D1gri                   | 3:12   |        |        |        |        |        |
| 7.     | 7 sur 7 (feat. Freeze Corleone) | Koba LaD, Freeze Corleone | Richie Beats                   | 3:14   |        |        |        |        |        |
| 8.     | Bedodo                          | Koba LaD                  | Layte Beats                    | 2:36   |        |        |        |        |        |
| 9.     | Cité                            | Koba LaD                  | Noxious                        | 3:27   |        |        |        |        |        |
| 10.    | Encore (feat. Ninho)            | Koba LaD, Ninho           | HoloMobb, Boumidjal            | 3:29   |        |        |        |        |        |
| 11.    | Céramique                       | Koba LaD                  | Noxious, Geo On The Track      | 3:09   |        |        |        |        |        |
| 12.    | Omar (feat. PLK)                | Koba LaD, PLK             | Josh                           | 3:07   |        |        |        |        |        |
| 13.    | Helsinki                        | Koba LaD                  | Holomobb, Boumidjal            | 2:57   |        |        |        |        |        |
| 14.    | Coffre plein (feat. Maes, Zed)  | Koba LaD, Maes, Zed       | Ken & Ryu, Heizenberg          | 3:41   |        |        |        |        |        |
| 15.    | Déclic                          | Koba LaD                  | Junior Alaprod                 | 3:17   |        |        |        |        |        |
| 47:14  |                                 |                           |                                |        |        |        |        |        |        |

## Titres certifiés en France
- Pas de reine  Or[6]
- 7 sur 7  Platine[7]
- Encore  Platine[8]
- Coffre plein  Diamant[9]

## Certification
| Région        | Certification | Ventes/Streams |
| ------------- | ------------- | -------------- |
| France (SNEP) | Platine       | 100 000        |

## Classement
| Classements (2019)           | Meilleure position |
| ---------------------------- | ------------------ |
| France (SNEP)                | 3                  |
| Belgique (Flandre Ultratop)  | 26                 |
| Belgique (Wallonie Ultratop) | 4                  |
| Suisse (Schweizer Hitparade) | 12                 |